# Trichoscarta roborea
Trichoscarta roborea är en insektsart som först beskrevs av William Lucas Distant 1900.  Trichoscarta roborea ingår i släktet Trichoscarta och familjen spottstritar. Inga underarter finns listade i Catalogue of Life.